# Seisachteia
Seisàchtheia (in greco antico: Σεισάχθεια?, Seisáchtheia) è il nome delle riforme legislative operate dal legislatore ateniese Solone, nel 594 a.C. A quel tempo in Grecia stava crescendo l'aristocrazia che stava rovinando la vita dei contadini; molte terre divennero parte di quegli aristocratici, ma molti piccoli e medi contadini persero le loro terre e Solone decise di fermare questo fenomeno con questa legge. 
Il termine, che letteralmente equivale a "scuotimento/scioglimento dei pesi", indica il provvedimento che impedì che si contraessero debiti sulle persone e che abolì i debiti privati e pubblici già contratti. Così molti piccoli contadini non affrontarono problemi con i propri debiti e addirittura si andò alla caccia di schiavi che in precedenza avevano perso la loro proprietà per questo fatto.